# One Week (film 2008)
One Week è un film del 2008 diretto da Michael McGowan.
La pellicola è prodotta e interpretata da Joshua Jackson che per questo personaggio, Ben Tyler, vinse il Genie Awards, l'Oscar canadese.

## Trama
Ben è un giovane malato di cancro che, prima di ricoverarsi in ospedale per le cure, decide di girare il Canada per una settimana. Questa esperienza lo spingerà a maturare.

## Riconoscimenti
- 30º premio annuale Genie Awards nella categoria Best Actor per l'interpretazione a Joshua Jackson (12 aprile 2010)